# Région géographique intermédiaire de São Paulo
La région géographique intermédiaire de São Paulo est une des onze régions intermédiaires de l'État brésilien de São Paulo et une des 134 régions intermédiaires du Brésil créées par l'Institut brésilien de géographie et de statistiques (IBGE) en 2017. Elle est composée de 50 municipalités distribuées en deux régions géographiques immédiates. Les régions intermédiaires limitrophes sont celles de Sorocaba, Campinas et São José dos Campos.
Sa population totale estimée par l'IBGE au 1er juillet 2017 est de 23 248 034 habitants distribués sur une superficie de 11 320 km2.
La cité siège São Paulo a, selon la même estimation, une population de 12 106 920 habitants et est la plus peuplée de l'hémisphère sud.

## Région géographique immédiate de São Paulo
La région géographique immédiate de São Paulo a une superficie de 7 947 km2 une population de 21 391 624 habitants et  comprend les municipalités suivantes : Arujá, Barueri, Biritiba-Mirim, Caieiras, Cajamar, Carapicuíba, Cotia, Diadema, Embu das Artes, Embu-Guaçu, Ferraz de Vasconcelos, Francisco Morato, Franco da Rocha, Guararema, Guarulhos, Itapecerica da Serra, Itapevi, Itaquaquecetuba, Jandira, Juquitiba, Mairiporã, Mauá, Mogi das Cruzes, Osasco, Pirapora do Bom Jesus, Poá, Ribeirão Pires, Rio Grande da Serra, Salesópolis, Santa Isabel, Santana de Parnaíba, Santo André, São Bernardo do Campo, São Caetano do Sul, São Lourenço da Serra, São Paulo, Suzano, Taboão da Serra, Vargem Grande Paulista.

## Région géographique immédiate de Santos
La région géographique immédiate de Santos a une superficie de 3 373 km2, une population de 1 856 410 habitants et comprend les municipalités suivantes : Bertioga, Cubatão, Guarujá, Itanhaém, Itariri, Mongaguá, Pedro de Toledo, Peruíbe, Praia Grande, Santos, São Vicente.